# Molotow Soda
Molotow Soda war eine im Jahre 1986 gegründete deutsche Deutschpunk-Band aus Bonn.

## Geschichte
Die Band formierte sich 1986 um Ex-Canal-Terror-Mitglied „Tommy“ Koeppe zunächst nur, um einen Beitrag für den Sampler Kulturschockattacke 2 aufzunehmen.
Im folgenden Jahr beteiligten sie sich am Sampler Beethovens Rache und veröffentlichten, mit neuem Bassisten Frank „KutA“ Glienke, ihr 89er LP-Debüt Keine Träume, das sogar in der BRAVO besprochen wurde.
Im August 1992 trennte sich die Band. In der Bonner Biskuithalle fand ein großes Abschiedskonzert statt, bei dem neben Molotow Soda die Bands Slime, Hass, WIZO und Dirty Deeds ’79 aufspielten. Eine Aufnahme ihres Auftritts erschien im darauffolgenden Jahr unter dem Titel Das Allerletzte live als LP und CD auf dem Kölner Label Day-Glo.
1998 fand die Wiedervereinigung mit Tommy, Dominik, Volker und Tommes statt. Tommes wurde schon bald durch Hille ersetzt. Es folgten mehr als 100 gut besuchte Konzerte in Deutschland und der Schweiz. Molotow Soda entschlossen sich erneut zu Tonaufnahmen, wo ihre bislang letzte LP/CD Eigenurin entstand und bei Knock Out Records veröffentlicht wurde.
Nach dreijähriger Spielpause traten Molotow Soda ab November 2004 wieder live auf. Seit Anfang 2015 liegt die Band wieder auf Eis.
Im Oktober 2024 erschien mit "Der Untergang des Kapitalismus" die Abschieds-LP von Molotow Soda. Diese enthält neben bisher unveröffentlichten Songs Live-Aufnahmen von einem Auftritt im Berliner SO36.
Mit dem "Mollis Fest" fand am 10. Januar 2025 die offizielle Release- und Verabschiedungs-Party im Kult 41 in Bonn statt. Dabei wurden Songs von Molotow Soda (und Canal Terror) von zahlreichen, mit der Band befreundeten Gastsängern dargeboten, darunter u. a. Chris Crusher (F*cking Angry), der Käpt'n (Die Manfreds), Anneke Pohl (Guts Pie Earshot), Dirk Geil (Geil & The Pimps) sowie Filmemacher Moritz Hellfritzsch ("Punk in Bonn").

## Sonstiges
- Molotow Soda ist ebenfalls ein Cocktail, der von der Band erfunden wurde. Er wird traditionell in einem 5-Liter-Benzinkanister zubereitet und in einem solchen auf einigen Konzerten zum letzten Stück des Abends durch das Publikum gereicht. Er bestand ursprünglich aus jeweils einer Flasche blauem Curaçao, Eierlikör und Rum und wurde mit Zitronenkonzentrat abgeschmeckt. Bei der heute üblichen „Bremer Mischung“ wird statt des Zitronenkonzentrats ca. ein Liter Bitter Lemon verwendet.[2]
- Molotow Soda war auch die Begleitband der Bonner HardChöre, die von 1987 bis 1990 aktiv waren. Größte Hits: Auf dem Kaiserplatz nachts um halb eins und Punx.
- Die Bandmitglieder Tommy, Dominik und KutA spielten Anfang der 1980er Jahre bei der Punkband Canal Terror.
- Der Gitarrist Volker „Vangus“ Voigt spielt die Leadgitarre und „KutA“ die Rhythmusgitarre in der Bonner AC/DC-Coverband Dirty Deeds ’79.
- Weitere ehemalige Projekte der Bandmitglieder: Zeltinger Band (Volker), „The Gee Strings“ (Dominik), „The Puke“ (Volker, Dominik), „Lunchbox“ (Volker), „Black Sheriff“ (Artur), „1982“ (Dominik), „Dumbell“ (Artur, Volker), „F.F.F.“ (Dominik).
- Dominik Schetting spielt seit 2016 Gitarre bei Fucking Angry.
- Tommy Molotow, Volker Voigt und Dominik Schetting treten in der Dokumentation Punk in Bonn (2012) als Interviewpartner auf, der Film enthält außerdem Konzertausschnitte, u. a. vom ersten Konzert der Band.
- Tommy Molotow ist Co-Produzent des Horrorfilms Thief - Someday You Will Pay (2017).

## Diskografie
- 1989: Keine Träume (LP/CD)
- 1991: Die Todgeweihten grüßen Euch (LP/CD)
- 1991: Schrille Nacht (7")
- 1993: Das Allerletzte (Live, LP/CD)
- 1998: Kordsofa (7"/CD, Hulk Räckorz)
- 2000: Eigenurin (LP/CD)
- 2024: Der Untergang des Kapitalismus (LP, Sterbt alle)

(Zusätzlich weitere Veröffentlichungen auf verschiedenen Samplern.)